# Attilio Giovannini
Attilio Giovannini (San Michele Extra, Provincia de Verona, Italia, 30 de julio de 1924 - Nueva York, Estado de Nueva York, Estados Unidos, 18 de febrero de 2005) fue un futbolista italiano. Se desempeñaba en la posición de defensa.

## Selección nacional
Fue internacional con la selección de fútbol de Italia en 13 ocasiones. Debutó el 12 de junio de 1949, en un encuentro ante la selección de Hungría que finalizó con marcador de 1-1.

### Participaciones en Copas del Mundo
| Mundial                        | Sede   | Resultado    |
| ------------------------------ | ------ | ------------ |
| Copa Mundial de Fútbol de 1950 | Brasil | Primera fase |

## Clubes
| Club              | País   | Año         |
| ----------------- | ------ | ----------- |
| A. C. Audace      | Italia | 1942 - 1943 |
| F. C. Bolzano     | Italia | 1945 - 1947 |
| Lucchese Libertas | Italia | 1947 - 1948 |
| Inter de Milán    | Italia | 1948 - 1954 |
| S. S. Lazio       | Italia | 1954 - 1956 |
| Nissa F. C.       | Italia | 1956 - 1957 |

## Palmarés

### Campeonatos nacionales
| Título  | Club           | País   | Año     |
| ------- | -------------- | ------ | ------- |
| Serie A | Inter de Milán | Italia | 1952-53 |
| Serie A | Inter de Milán | Italia | 1953-54 |